# Richard Solomon
Pour les articles homonymes, voir Richard et Solomon.
Richard Solomon III, né le 18 juin 1992 à Inglewood en Californie, est un joueur américain de basket-ball. Il évolue aux postes d'ailier fort et pivot.

## Biographie

### Carrière universitaire
Il passe ses quatre années universitaires à l'université de Californie à Berkeley où il joue pour les Golden Bears entre 2010 et 2014.

### Carrière professionnelle
Le 26 juin 2014, lors de la draft 2014 de la NBA, automatiquement éligible, il n'est pas sélectionné. Le 29 septembre 2014, il signe un contrat avec le Thunder d'Oklahoma City mais il est libéré le 24 octobre, après avoir disputé trois matches de pré-saison, et n'est pas conservé pour le début de la saison NBA 2014-2015. Le 30 octobre, il rejoint le Blue d'Oklahoma City, l'équipe de D-League affiliée au Thunder.
En juillet 2015, il participe à la NBA Summer League d'Orlando avec le Thunder. En trois matches, il a des moyennes de 6 points et 3,67 rebonds en 14,7 minutes par match. Le 25 juillet 2015, il signe au Japon au Toyota Alvark Tokyo.
En juillet 2016, il participe aux NBA Summer League d'Orlando avec le Thunder et de Las Vegas avec les Suns de Phoenix. Le 19 septembre 2016, il signe avec les Hawks d'Atlanta mais il est libéré le 1er octobre et n'est pas conservé pour le début de la saison NBA 2016-2017. Le 6 octobre 2016, il signe en France, au BCM Gravelines-Dunkerque qui évolue en première division en 2016-2017.
Le 12 février 2019, après 31 rencontres jouées sous le maillot du Blue d'Oklahoma City, il signe un contrat de 10 jours avec le Thunder d'Oklahoma City. Il n'est pas prolongé à la suite de ce contrat de 10 jours.

## Statistiques

### Universitaires
| Saison    | Équipe     | Matchs | Titul. | Min./m | % Tir | % 3pts | % LF | Rbds/m. | Pass/m. | Int/m. | Ctr/m. | Pts/m. |
| --------- | ---------- | ------ | ------ | ------ | ----- | ------ | ---- | ------- | ------- | ------ | ------ | ------ |
| 2010-2011 | Californie | 33     | 2      | 15,7   | 55,8  | 33,3   | 52,2 | 4,39    | 0,61    | 0,64   | 0,82   | 5,58   |
| 2011-2012 | Californie | 14     | 7      | 16,9   | 44,8  | 0,0    | 63,4 | 5,86    | 0,14    | 0,57   | 1,14   | 5,57   |
| 2012-2013 | Californie | 33     | 30     | 25,2   | 47,2  | 30,8   | 65,0 | 6,85    | 0,61    | 0,70   | 1,12   | 8,88   |
| 2013-2014 | Californie | 30     | 30     | 29,2   | 54,3  | 0,0    | 53,0 | 10,23   | 1,30    | 1,10   | 1,30   | 11,00  |
| Total     | Total      | 110    | 69     | 22,4   | 51,2  | 24,1   | 57,1 | 6,91    | 0,74    | 0,77   | 1,08   | 8,05   |

### Professionnelles

#### En D-League

##### Saison régulière
| Saison    | Équipe        | Matchs | Titul. | Min./m | % Tir | % 3pts | % LF | Rbds/m. | Pass/m. | Int/m. | Ctr/m. | Pts/m. |
| --------- | ------------- | ------ | ------ | ------ | ----- | ------ | ---- | ------- | ------- | ------ | ------ | ------ |
| 2014-2015 | Oklahoma City | 28     | 1      | 17,9   | 61,8  | 0,0    | 62,5 | 6,89    | 0,14    | 0,61   | 0,54   | 8,50   |

##### Playoffs
| Saison    | Équipe        | Matchs | Titul. | Min./m | % Tir | % 3pts | % LF | Rbds/m. | Pass/m. | Int/m. | Ctr/m. | Pts/m. |
| --------- | ------------- | ------ | ------ | ------ | ----- | ------ | ---- | ------- | ------- | ------ | ------ | ------ |
| 2014-2015 | Oklahoma City | 2      | 0      | 9,2    | 40,0  | 0,0    | 60,0 | 3,00    | 0,00    | 0,00   | 0,50   | 5,50   |

#### Au Japon
| Saison    | Équipe                    | Matchs | Titul. | Min./m | % Tir | % 3pts | % LF | Rbds/m. | Pass/m. | Int/m. | Ctr/m. | Pts/m. |
| --------- | ------------------------- | ------ | ------ | ------ | ----- | ------ | ---- | ------- | ------- | ------ | ------ | ------ |
| 2015-2016 | Toyota Alvark Tokyo (NBL) | 59     | 42     | 22,2   | 53,6  | 17,9   | 66,0 | 8,86    | 0,92    | 0,92   | 0,80   | 11,25  |

## Palmarès
- Honorable mention All-Pac-12 (2014)
- Leaders Cup (2020)